# Seriella verbkonstruktioner
Seriella verbkonstruktioner är syntaktiska konstruktioner som består av två eller fler verb som delar samma argument, tempus, modus, och aspekt och tillsammans uttrycker en eller flera omedelbart på varandra följande händelser.

## Definition
Den exakta definitionen av seriella verbkonstruktioner är inte entydig. Det finns till exempel vissa definitioner som inkluderar hjälpverbskonstruktioner som saknar overt underordningsmarkör. Andra definitioner räknar även konstruktioner som den svenska [V1 och V2]-konstruktionen ("Han går och sjunger") som seriella konstruktioner.
SILs allmänt accepterade definition undviker oklarheter kring hjälpverb genom att inte specificera exakt vad som gäller som samordnings- eller underordningsmarkör. Enligt SIL är seriella verbkonstruktioner kedjor av verb eller verbfraser som har följande egenskaper:
- De uttrycker antingen en händelse eller flera omedelbart på varandra följande händelser
- De har ett enda subjekt
- De har inga samordningsmarkörer
- De har samma grammatiska kategorier, till exempel
  - Aspekt
  - Modalitet
  - Negation
  - Tempus[2]

## Geografi och Typologi
Seriella verbkonstruktioner är vanligast i analytiska språk. De är också vanliga i kreolspråk men det är inte klart om det bara är ett resultat av att många kreolspråk har språk med seriella verbkonstruktioner (till exempel ett västafrikanskt språk) som substrat. 

### Asien
Seriella verbkonstruktioner är vanligast i sydostasien och förekommer ofta i papuanska språk, austronesiska språk, austroasiatiska språk, sinotibetanska språk, dravidiska språk och tai-kadaispråk. Många sydostasiatiska kreolspråk, till exempel tok pisin och chavacano, har också verbserialisering.

### Afrika
Verbserialisering är vanligast i västafrika. Det förekommer oftast i niger-Kongospråk och afroasiatiska språk.

### Amerika
Olika språk i Syd-, Central-, och Nordamerika har också seriella verbkonstruktioner, till exempel tariana (talas i Amazonas), lakota (talas i Nordamerika), och oluta popoluca (talas i Mexiko). Det stora flertalet av dessa språk är hotade.

## Exempel
De följande exemplen visar några grammatiska kategorier som seriella verbkonstruktioner kan uttrycka. De flesta av de nedan exemplifierade konstruktionerna är vanliga även i andra serialiserande språk. Sådana konstruktioner blir slutligen ofta till morfologiska markörer genom grammatikalisering.

### Aspekt
Papia Kristang, ett kreolspråk som talas i Sydostasien, uttrycker kompletiv aspekt med seriella verbkonstruktioner.

| kora | yo  | ja  | chegá   | nalí | eli | ja  | kaba    | bai |
| när  | 1SG | PER | ankomma | dit  | 3SG | PER | avsluta | gå  |
'När jag kom dit hade han gått.' 

Det är vanligt att uttrycka progressiv aspekt genom att använda verb som "stannar" eller "förblir," som sandawe, ett tilltänkt isolatspråk i Tanzania, gör. 

| thâ-à              | íé-~        |
| springa-3M.SG.RPGN | stanna-CONN |
'Han håller på att springa.'

### Komparativ
Goemai, ett afroasiatiskt språk som talas i Nigeria, uttrycker komparativa konstruktioner med hjälp av seriella verbkedjor.

| kuma  | f'yer        | ma         | ni  |
| också | bli.stor(SG) | överträffa | 3SG |
'Och (han) har blivit större än honom.' 

Att uttrycka komparativ med verb som "överstiga," "överträffa" eller "passera" är vanligt i språk med seriella verb.

### Kasus
Barai, ett papuanskt språk, använder seriella verbkonstruktioner för att uttrycka en relation som liknar instrumentalis.

| fu  | burede | ije | sime | abe | ufu   |
| 3SG | bröd   | DEF | kniv | ta  | skära |
'Han skar brödet med en kniv.'

### Modus
Seriella verbkonstruktioner kan användas för att uttrycka modus. Papia Kristang använder seriella verbkedjor för att visa att det är plikt att göra någonting.

| eli | ja  | acha | bai | Singapore |
| han | PER | få   | åka | Singapore |
'Han måste åka till Singapore.' 

### Direktionalitet
Bislama, ett kreolspråk med engelska som huvudsaklig lexifierare och diverse austronesiska språk som substrat, har seriella verbkonstruktioner som uttrycker riktning. 

| maki | i   | pulum | rop | i   | kam   |
| Maki | 3SG | dra   | rep | 3SG | komma |
'Maki drog i repet hitåt.' 